# Italiaanse parlementsverkiezingen 2006

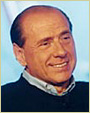
Silvio Berlusconi, leider van het Huis van de Vrijheden, Italiaans premier (2001-2006)

De Italiaanse parlementsverkiezingen 2006 werden op 9 en 10 april 2006 gehouden in Italië. Tijdens deze verkiezingen nam zittend premier Silvio Berlusconi van de centrumrechtse coalitie "Huis van de Vrijheden" het op tegen Romano Prodi, leider van de centrumlinkse coalitie "De Unie".

## Huis van de Vrijheden
De coalitie van premier Berlusconi bestond uit de volgende partijen:
- Forza Italia, de partij van Berlusconi. De FI is centrumrechts, populistisch en personalistisch.
- Alleanza Nazionale, een uiterst rechtse partij onder leiding van minister van Buitenlandse Zaken Gianfranco Fini.
- Unie van Christendemocraten en Centrum-Democraten, een christendemocratische partij geleid door Lorenzo Cesa.
- Lega Nord, een populistische en rechtse partij die verregaande autonomie van Padania nastreeft. De partij staat onder leiding van Umberto Bossi en werkt nauw samen met de Beweging voor Autonomie, een autonomiebeweging voor Zuid-Italië onder leiding van Raffaele Lombardo.
- Socialistische Partij- Nieuwe PSI, is een kleine sociaaldemocratische partij en is een van de opvolgers van de vroegere Socialistische Partij van Italië. In oktober 2005 scheidde een groep rond Vittorio Craxi (zoon van wijlen Bettino Craxi) zich van de Nuovo PSI af en vormde I Socialisti, onderdeel van De Unie. De Nuovo PSI staat onder leiding van Gianni De Michelis, minister in de jaren 80 en jaren 90. De Nuovo PSI gaat een lijstverbinding aan met de Nieuwe DC, een kleine christendemocratische partij.

Het Huis van de Vrijheden wordt ook gesteund door diverse kleinere (centrum)rechtse partijen.

## De Unie
De Unie is een coalitie onder de leiding van Romano Prodi. Prodi was eerder minister-president van Italië (1996-1998) en daarna voorzitter van de Europese Commissie (1999-2004). Prodi werd op 16 oktober 2005 door leden van De Unie (dat wil zeggen leden van de deelhebbende partijen binnen De Unie) bij verkiezingen in zijn leiderschap van De Unie bevestigd.
De partijen die deel uitmaken van De Unie zijn:
- Volksalliantie- UDEUR, is een rooms-katholieke partij, de meest naar rechts hellende partij binnen De Unie. De partij is pro-Europa en staat onder leiding van Clemente Mastella.
- La Margherita, is een centrumpartij van rooms-katholieken, sociaal-liberalen en ecologisten en wordt geleid door Francesco Rutelli.
- Europese Republikeinse Beweging, is een links-liberale partij geleid door Luciana Sbarbati. Deze partij is een afsplitsing van de Republikeinse Partij van Italië die deel uitmaakt van het Huis van de Vrijheden.
- Linkse Democraten/Democratici di Sinistra, een grote sociaaldemocratische partij die onder leiding staat van Piero Fassino.
- Italiaanse Democratische Socialisten, is een sociaaldemocratische partij. Deze partij is een van de opvolgers van de Socialistische Partij van Italië. De partij wordt geleid door Enrico Boselli en is een lijstverbinding (als Rosa nel Pugno) aangegaan met de Italiaanse Radicalen van Daniele Capezzone.
- Groene Federatie, een ecologische partij onder leiding van Alfonso Pecoraro Scanio.
- Italië van de Waarden, een anti-corruptiepartij, sociaal-liberaal, geleid door Antonio Di Pietro, magistraat tijdens de Mani Pulite.
- Partij van Communistische Italianen, is een communistische partij. Deze partij werd in 1998 opgericht als afsplitsing van de Heropgerichte Communistische Partij. De partij wordt geleid door Oliviero Diliberto.
- Heropgerichte Communistische Partij, is een communistische partij in de traditie van het Eurocommunisme. De partij wordt geleid door Fausto Bertinotti.

De Linkse Democraten, La Margherita en de Beweging van Europese Republikeinen maken binnen De Unie deel uit van de confederatie Allen Verenigd in de Olijfboom.
De Unie wordt ook gesteund door diverse kleinere centrum en (centrum)linkse partijen, zoals de Partij van Gepensioneerden.

## Uitslagen
Op 11 april verklaarde Prodi de overwinning te hebben behaald, maar Berlusconi moet nog toegeven dat hij verslagen is. Voorlopige resultaten wezen erop dat de centrumlinkse coalitie in de Kamer van Afgevaardigden een meerderheid heeft van 348 zetels tegen 281 voor de coalitie van het Huis van de Vrijheden. (Het verschil in aantal stemmen is minimaal, namelijk ca. 0,07 % ofwel 25.000 stemmen, maar de kieswet voorziet erin dat de meerderheid in het Huis van Afgevaardigden ten minste 55 % van de zetels krijgt). De coalitie van Berlusconi leek echter oorspronkelijk een lichte voorsprong te hebben in de Senaat, maar toen de stemmen van alle buiten Italië wonende kiezers geteld waren, bleek dat de coalitie van Prodi hier ook met de hakken over de sloot had gewonnen. Beide coalities hadden aangekondigd dat zij slechts genoegen zouden nemen met een overwinning in beide kamers. Zou die niet gerealiseerd, dan zouden er nieuwe verkiezingen worden uitgeschreven.
Berlusconi wil de uitslag niet zonder meer accepteren. Hij vraagt om hertelling van een groot deel van de stemmen. Op 19 april besliste het hooggerechtshof dat Prodi de verkiezingen met een verschil van 24.755 stemmen had gewonnen.

### Kamer van Afgevaardigden
Percentages zijn exclusief de in het buitenland uitgebrachte stemmen
| Logo   | Logo   | Coalitie                                                                         | Partijen | %      | Zetels (totaal) |
| ------ | ------ | -------------------------------------------------------------------------------- | --- | ------ | --------------- |
|        |        | L'Unione (De Unie)                                                               | L'Ulivo (Olijfboomcoalitie) - Democratici di Sinistra (Linkse Democraten) - Democrazia è Libertà - La Margherita (Democratie is Vrijheid - De Margriet) Partito della Rifondazione Comunista (Heropgerichte Communistische Partij) Rosa nel Pugno (Roos in de Vuist) - Radicali Italiani (Italiaanse Radicalen - Socialisti Democratici Italiani (Italiaanse Democratische Socialisten) Federazione dei Verdi (Groene Federatie) Popolari UDEUR (Volksalliantie UDEUR) Partito dei Comunisti Italiani (Partij van Italiaanse Communisten) Italia dei Valori (Italië van de Waarden) I Socialisti (De Socialisten) Partito Pensionati (Gepensioneerden Partij) Lista Consumatori (Consumentenlijst) Lega per l'autonomia Alleanza Lombarda (Liga voor de autonomie Alliantie van Lombardije) Südtiroler Volkspartei (Zuid-Tirolse Volkspartij) Liga Fronte Veneto (Venetiaans Liga-Front) Autonomie Liberté Démocratie (Autonomir Vrijheid Democratie) | 49,81% | 348[1]          |
|        |        | Casa delle Libertà (Huis van de Vrijheden)                                       | Forza Italia (Kom op Italië) Alleanza Nazionale (Nationale Alliantie) Lega Nord—Movimento per l'Autonomia (Noordelijke Liga—Beweging voor de Autonomie) - Lega Nord (Noordelijke Liga) - Movimento per l'Autonomia (Beweging voor de Autonomie) Unione dei Democratici Cristiani e Democratici di Centro (Unie van Christendemocraten en Centrum-Democraten) Nuova DC—NPSI (Nieuwe DC—NPSI) - Democrazia Cristiana per le Autonomie (Christendemocraten voor de Autonomie) - Partito Socialista - Nuovo PSI (Socialistische Partij - Nieuwe PSI) Alternativa Sociale (Sociaal Alternatief) - Azione Sociale (Sociale Actie) - Fronte Sociale Nazionale (Sociaal Nationaal Front) - Movimento Sociale—Fiamma Tricolore (Sociale Beweging—Driekleurige Vlam) Riformatori Liberali (Liberale Hervormers) No Euro (Nee Euro) Partito Liberale Italiano (Liberale Partij van Italië) Ambienta-Lista - Ecologisti (Lijst van Milieubewusten - Ecologisten) S.O.S. Italia (S.O.S. Italië) Pensionati Uniti (Unie van Gepensioneerden) Partito per l'Italia nel mondo con Tremaglia (Italianen in het Buitenland met Tremaglia) | 49,74% | 281[2]          |
|        |        | Associazioni Italiane in Sud America (Associatie voor Italianen in Zuid-Amerika) | | 0,24%  | 1[3]            |
|        |        | Overigen                                                                         | | 0,21%  | 0               |
| Totaal | Totaal |                                                                                  | |        | 630             |

[1]7 door Italianen in het buitenland gekozen parlementariërs.
[2]4 door Italianen in het buitenland gekozen parlementariërs.
[3]In het buitenland gekozen door Italianen aldaar.

### Senaat
Percentages + getelde stemmen zijn exclusief de in het buitenland uitgebrachte stemmen
| Coalitie/partij | Coalitie/partij                      | Uitgebrachte stemmen | %      | Zetels (totaal)                   |
| --------------- | ------------------------------------ | -------------------- | ------ | --------------------------------- |
|                 | Casa delle Libertà                   | 17.153.256           | 50,21% | 155 (+ 1 in het buitenl. gekozen) |
|                 | L'Ulivo                              | 16.725.077           | 48,96% | 154 (+ 4 in het buitenl. gekozen) |
|                 | Associazioni Italiane in Sud America | 283.271              | 0,83%  | 1 (in het buitenl. gekozen)       |
| Totaal          | Totaal                               |                      |        | 315                               |

### Individuele resultaten per partij (Kamer van Afgevaardigden)
Percentages + getelde stemmen zijn exclusief de in het buitenland uitgebrachte stemmen
|        | Partij | stemmen    | %      | zetels |
| ------ | --- | ---------- | ------ | ------ |
|        | Olijfboomcoalitie | 11.922.500 | 31,27% | 220    |
|        | Heropgerichte Communistische Partij                                                                                            | 2.228.335  | 5,84%  | 41     |
|        | Roos in de Vuist | 990.188    | 2,60%  | 18     |
|        | Partij van Italiaanse Communisten                                                                                              | 884.350    | 2,32%  | 16     |
|        | Italië van de Waarden | 876.748    | 2,30%  | 16     |
|        | Groene Federatie | 783.605    | 2,06%  | 15     |
|        | Volksalliantie- UDEUR | 532.757    | 1,40%  | 10     |
|        | Südtiroler Volkspartei | 182.703    | 0,48%  | 4      |
|        | Autonomie Vrijheid Democratie                                                                                                  | 34.167     | 0,09%  | 1      |
|        | Associatie van Italianen in Zuid-Amerika                                                                                       |            | 0,24%  | 1      |
|        | Forza Italia | 9.039.585  | 23,71% | 137    |
|        | Nationale Alliantie | 4.703.256  | 12,34% | 71     |
|        | Unie van Christendemocraten en Centrum-Democraten                                                                              | 2.576.087  | 6,76%  | 39     |
|        | Lega Nord—Beweging voor de Autonomie                                                                                           | 1.748.030  | 4,58%  | 26     |
|        | Christendemocraten voor de Autonomie—Socialistische Partij- Nieuwe PSI                                                         | 285.163    | 0,75%  | 4      |
|        | Partij voor Italië in de Wereld met Tremaglia                                                                                  |            |        | 1      |
| Totaal | In het buitenland uitgebrachte stemmen: 12 (7 naar L'Unione, 4 naar Casa delle Libertà en 1 naar een onafhankelijke kandidaat) |            |        | 630    |